# World U-17 Hockey Challenge 2014 (Januar)
Die World U-17 Hockey Challenge im Januar 2014 war die 21. Austragung der World U-17 Hockey Challenge, einem Eishockeyturnier für Nachwuchs-Nationalmannschaften der Altersklasse U17. Vom 29. Dezember 2013 bis zum 4. Januar 2014 fand der Wettbewerb in Sydney, North Sydney und Port Hawkesbury in der kanadischen Provinz Nova Scotia statt. Die Goldmedaille gewann zum vierten Mal die Auswahl der Vereinigten Staaten, die sich im Finale gegen das Team Canada Pacific durchsetzte.
Der Rhythmus der Veranstaltung änderte sich nach diesem Turnier, sodass bereits eine weitere World U-17 Hockey Challenge im November 2014 ausgetragen wurde.

## Modus
Die zehn Teilnehmer wurden in zwei Gruppen mit je fünf Mannschaften eingeteilt. In der Gruppenphase spielte jedes Team einmal gegen alle anderen Gruppenteilnehmer und absolvierte somit vier Spiele. Die jeweiligen Gruppenersten und -zweiten qualifizierten sich für das Halbfinale, das ebenso wie das Finale als K.-o.-Spiel ausgetragen wurde.

## Gruppenphase

### Gruppe A
| 29. Dezember 2013 13:00 Uhr (Ortszeit) | Tschechien David Kaše (32:15) | 1:3 (0:1, 1:1, 0:1) Spielbericht | Schweden Linus Ölund (6:32) John Dahlström (22:50) Oliver Erixon (59:59) | Emera Centre Northside, North Sydney, Nova Scotia |

| 29. Dezember 2013 19:00 Uhr | Canada Québec Jason Bell (3:53) Nicolas Meloche (6:42) Jérémy Roy (47:06) Maxime Fortier (55:07) | 4:3 (2:0, 0:2, 2:1) Spielbericht | Canada Pacific Nick Merkley (23:52) Brad Morrison (29:09) Glenn Gawdin (42:51) | Emera Centre Northside, North Sydney, Nova Scotia |

| 30. Dezember 2013 13:00 Uhr | Tschechien Šimon Stránský (21:56) David Kaše (40:23) Roman Dymáček (42:13) Josef Zajíc (59:28) Roman Dymáček (59:37) | 5:1 (0:1, 1:0, 4:0) Spielbericht | Canada Québec Anthony Beauvillier (1:16) | Centre 200, Sydney, Nova Scotia |

| 30. Dezember 2013 18:00 Uhr | Canada Pacific Matteo Gennaro (2:56) Brad Morrison (12:16) Giorgio Estephan (16:35) Tyler Benson (18:45) Matteo Gennaro (41:01) Tyler Soy (57:20) | 6:3 (4:1, 0:1, 2:1) Spielbericht | Canada West Colt Conrad (4:46) Connor Hobbs (21:59) Colt Conrad (45:25) | Emera Centre Northside, North Sydney, Nova Scotia |

| 31. Dezember 2013 13:00 Uhr | Canada West Jayden Halbgewachs (11:31) Keegan Kolesar (52:46) | 2:5 (1:3, 0:1, 1:1) Spielbericht | Tschechien Daniel Krenzelok (0:52) Filip Dvořák (5:33) David Kaše (12:04) David Kaše (21:12) Filip Chlapík (51:34) | Emera Centre Northside, North Sydney, Nova Scotia |

| 31. Dezember 2013 18:00 Uhr | Canada Québec Anthony Beauvillier (13:13) Nicolas Roy (29:53) | 2:3 n. P. (1:1, 1:1, 0:0, 0:0, 0:1) Spielbericht | Schweden Joel Eriksson Ek (0:59) Oliver Erixon (26:25) Jonathan Léman (PS) | Emera Centre Northside, North Sydney, Nova Scotia |

| 1. Januar 2014 13:00 Uhr | Schweden John Dahlström (56:11) Filip Ahl (57:53) | 2:3 n. P. (0:0, 0:1, 2:1, 0:0, 0:1) Spielbericht | Canada West Connor Hobbs (15:38) Keegan Kolesar (44:34) Troy Murray (PS) | Emera Centre Northside, North Sydney, Nova Scotia |

| 1. Januar 2014 18:00 Uhr | Canada Pacific Ty Ronning (15:36) Giorgio Estephan (26:29) Glenn Gawdin (28:28) Tyler Soy (59:37) | 4:1 (1:0, 2:1, 1:0) Spielbericht | Tschechien Šimon Stránský (26:18) | Emera Centre Northside, North Sydney, Nova Scotia |

| 2. Januar 2014 13:00 Uhr | Canada West Cameron Hebig (11:46) | 1:4 (1:2, 0:2, 0:0) Spielbericht | Canada Québec Brandon Gignac (1:29) David Henley (17:41) Nicolas Roy (21:34) Samuel Blier (30:06) | Emera Centre Northside, North Sydney, Nova Scotia |

| 2. Januar 2014 18:00 Uhr | Schweden Filip Ahl (21:26) | 1:3 (0:0, 1:1, 0:2) Spielbericht | Canada Pacific Brad Morrison (25:05) Adam Musil (40:26) Glenn Gawdin (42:13) | Emera Centre Northside, North Sydney, Nova Scotia |

| Pl. |                | Sp | S | OTS | OTN | N | Tore  | Punkte |
| 1.  | Canada Pacific | 4  | 3 | 0   | 0   | 1 | 16:09 | 9      |
| 2.  | Canada Québec  | 4  | 2 | 0   | 1   | 1 | 11:12 | 7      |
| 3.  | Schweden       | 4  | 1 | 1   | 1   | 1 | 09:09 | 6      |
| 4.  | Tschechien     | 4  | 2 | 0   | 0   | 2 | 12:10 | 6      |
| 5.  | Canada West    | 4  | 0 | 1   | 0   | 3 | 09:17 | 2      |

Abkürzungen: Pl. = Platz, Sp = Spiele, S = Siege, OTS = Siege nach Verlängerung oder Penaltyschießen, OTN = Niederlagen nach Verlängerung oder Penaltyschießen, N = Niederlagen

Erläuterungen: Qualifikant für das Halbfinale

### Gruppe B
| 29. Dezember 2013 13:00 Uhr (Ortszeit) | Canada Ontario Matthew Kreis (4:26) Blake Speers (7:10) Jakob Chychrun (19:30) Brett McKenzie (21:11) Mitchell Marner (27:39) Mitchell Marner (42:32) Dylan Strome (47:34) Mitchell Marner (54:02) | 8:1 (3:1, 2:0, 3:0) Spielbericht | Deutschland Jakob Mayenschein (15:57) | Centre 200, Sydney, Nova Scotia |

| 29. Dezember 2013 13:00 Uhr | Russland Artur Tjanulin (44:40) | 1:5 (0:1, 0:1, 1:3) Spielbericht | Vereinigte Staaten Brendan Warren (12:57) Noah Hanifin (38:19) Auston Matthews (41:45) Colin White (51:37) Michael Floodstrand (56:26) | Civic Centre, Port Hawkesbury, Nova Scotia |

| 30. Dezember 2013 13:00 Uhr | Deutschland Lois Spitzner (35:38) | 1:14 (0:4, 1:6, 0:4) Spielbericht | Vereinigte Staaten Matthew Tkachuk (8:17) Luke Kirwan (9:27) Charlie McAvoy (13:11) Luke Kirwan (19:33) Jeremy Bracco (20:46) Colin White (30:49) Luke Kirwan (34:10) Jordan Greenway (35:27) Colin White (38:05) Jordan Greenway (38:56) Christian Evers (47:09) Dennis Yan (47:59) Luke Kunin (50:46) Jordan Greenway (54:56) | Emera Centre Northside, North Sydney, Nova Scotia |

| 30. Dezember 2013 18:00 Uhr | Canada Ontario Graham Knott (4:25) Dylan Strome (29:48) Graham Knott (37:44) Travis Konecny (41:54) Hayden McCool (59:27) | 5:1 (1:0, 2:0, 2:1) Spielbericht | Canada Atlantic Nicholas Welsh (54:00) | Centre 200, Sydney, Nova Scotia |

| 31. Dezember 2013 13:00 Uhr | Deutschland Lois Spitzner (11:23) Philipp Halbauer (30:49) | 2:7 (1:0, 1:4, 0:3) Spielbericht | Russland Denis Zukanow (6:42) Artur Tjanulin (32:25) Denis Alexejew (33:55) Dmitri Schukenow (37:17) Denis Gurjanow (41:33) Iwan Jemez (44:55) Artur Tjanulin (57:59) | Civic Centre, Port Hawkesbury, Nova Scotia |

| 31. Dezember 2013 18:00 Uhr | Canada Atlantic Kyle Ward (44:06) | 1:9 (0:2, 0:4, 1:3) Spielbericht | Vereinigte Staaten Colin White (3:41) Auston Matthews (11:46) Luke Kunin (23:00) Jeremy Bracco (25:02) Christian Evers (25:43) Luke Kirwan (34:30) Jeremy Bracco (46:34) Colin White (53:42) Christian Fischer (56:06) | Centre 200, Sydney, Nova Scotia |

| 1. Januar 2014 13:00 Uhr | Deutschland Jakob Mayenschein (2:54) Lois Spitzner (14:47) Jakob Mayenschein (52:54) | 3:4 (2:2, 0:1, 1:1) Spielbericht | Canada Atlantic Lane Cormier (2:25) Alexandre Jacob (14:31) Nathan Noel (37:50) Kyle Ward (56:39) | Centre 200, Sydney, Nova Scotia |

| 1. Januar 2014 18:00 Uhr | Russland Iwan Jemez (10:16) Artur Tjanulin (25:29) Iwan Kaschtanow (33:53) Danila Kwartalnow (38:03) Denis Gurjanow (54:00) Iwan Kaschtanow (PS) | 6:5 n. P. (1:1, 3:0, 1:4, 0:0, 1:0) Spielbericht | Canada Ontario Dylan Strome (16:36) Mitchell Marner (40:30) Kyle Capobianco (41:13) Mitchell Marner (54:48) Mitchell Marner (58:22) | Centre 200, Sydney, Nova Scotia |

| 2. Januar 2014 13:00 Uhr | Canada Atlantic William Bower (2:10) Cameron Lee (40:17) Alexandre Jacob (56:57) | 3:5 (1:2, 0:2, 2:1) Spielbericht | Russland Artjom Roschkowski (6:36) Denis Gurjanow (8:45) Artur Tjanulin (25:35) Alexander Schebelew (35:28) Alexander Schebelew (56:08) | Cente 200, Sydney, Nova Scotia |

| 2. Januar 2014 18:00 Uhr | Vereinigte Staaten Colin White (16:34) Luke Kirwan (38:42) Matthew Tkachuk (50:56) Auston Matthews (53:01) Colin White (57:18) Jack Roslovic (59:00) | 6:2 (1:1, 1:0, 4:1) Spielbericht | Canada Ontario Dylan Strome (13:54) Brett McKenzie (41:33) | Cente 200, Sydney, Nova Scotia |

| Pl. |                    | Sp | S | OTS | OTN | N | Tore  | Punkte |
| 1.  | Vereinigte Staaten | 4  | 4 | 0   | 0   | 0 | 34:05 | 12     |
| 2.  | Russland           | 4  | 2 | 1   | 0   | 1 | 19:15 | 8      |
| 3.  | Canada Ontario     | 4  | 2 | 0   | 1   | 1 | 20:14 | 7      |
| 4.  | Canada Atlantic    | 4  | 1 | 0   | 0   | 3 | 09:22 | 3      |
| 5.  | Deutschland        | 4  | 0 | 0   | 0   | 4 | 07:33 | 0      |

Abkürzungen: Pl. = Platz, Sp = Spiele, S = Siege, OTS = Siege nach Verlängerung oder Penaltyschießen, OTN = Niederlagen nach Verlängerung oder Penaltyschießen, N = Niederlagen

Erläuterungen: Qualifikant für das Halbfinale

## Platzierungsspiele

### Spiel um Platz 9
| 3. Januar 2014 13:00 Uhr (Ortszeit) | Deutschland Julian Napravnik (19:07) Dimitri Komnik (26:39) Simon Schütz (55:50) | 3:4 (1:0, 1:3, 1:1) Spielbericht | Canada West Jackson Keane (26:27) Jesse Gabrielle (36:49) Colt Conrad (38:20) Ryan Gardiner (48:00) | Civic Centre, Port Hawkesbury, Nova Scotia |

### Spiel um Platz 7
| 4. Januar 2014 13:00 Uhr | Canada Atlantic Nathan Noel (17:02) Alexandre Jacob (36:35) | 2:3 (1:1, 1:0, 0:2) Spielbericht | Tschechien Filip Suchý (6:27) Šimon Stránský (45:02) Vojtěch Budík (45:36) | Civic Centre, Port Hawkesbury, Nova Scotia |

### Spiel um Platz 5
| 3. Januar 2014 13:00 Uhr | Schweden Lucas Carlsson (5:25) Anton Kalte (14:03) Rasmus Asplund (39:38) | 3:6 (2:3, 1:2, 0:1) Spielbericht | Canada Ontario Mitchell Vande Sompel (2:55) Brett McKenzie (10:40) Lawson Crouse (19:46) Dylan Strome (24:58) Lawson Crouse (28:45) Dylan Strome (49:25) | Emera Centre Northside, North Sydney, Nova Scotia |

## Finalrunde
|  | Halbfinale | Halbfinale         | Halbfinale |  |  | Finale | Finale             | Finale |
|  |            |                    |            |  |  |        |                    |        |
|  |            |                    |            |  |  |        |                    |        |
|  | A1         | Canada Pacific     | 7          |  |  |        |                    |        |
|  | B2         | Russland           | 3          |  |  |        |                    |        |
|  |            |                    |            |  |  | A1     | Canada Pacific     | 0      |
|  |            |                    |            |  |  | B1     | Vereinigte Staaten | 4      |
|  | B1         | Vereinigte Staaten | 9          |  |  |        |                    |        |
|  | A2         | Canada Québec      | 1          |  |  |        |                    |        |
|  |            |                    |            |  |  |        |                    |        |

### Halbfinale
| 3. Januar 2014 18:00 Uhr (Ortszeit) | Russland Dmitri Schukenow (5:22) Alexander Schebelew (12:56) Artur Tjanulin (57:52) | 3:7 (2:3, 0:1, 1:3) Spielbericht | Canada Pacific Nick Merkley (10:18) Noah Juulsen (14:12) Ty Ronning (19:45) Matteo Gennaro (35:24) Matteo Gennaro (50:08) Jansen Harkins (51:25) Giorgio Estephan (53:32) | Emera Centre Northside, North Sydney, Nova Scotia |

| 3. Januar 2014 18:00 Uhr | Canada Québec Pascal Aquin (33:15) | 1:9 (0:2, 1:3, 0:4) Spielbericht | Vereinigte Staaten Nicholas Boka (6:14) Nicholas Boka (17:35) Colin White (29:25) Matthew Tkachuk (34:40) Auston Matthews (35:43) Colin White (41:19) Michael Floodstrand (45:36) Matthew Tkachuk (49:21) Jack Roslovic (54:51) | Centre 200, Sydney, Nova Scotia |

### Spiel um Platz 3
| 4. Januar 2014 11:00 Uhr | Canada Québec Matthew Boucher (1:42) Matthew Boucher (13:41) | 2:6 (2:1, 0:0, 0:5) Spielbericht | Russland Iwan Jemez (15:40) Alexander Schebelew (45:28) Dmitri Schukenow (46:02) Michail Bjakin (53:59) Artur Tjanulin (55:45) Iwan Kaschtanow (57:59) | Centre 200, Sydney, Nova Scotia |

### Finale
| 4. Januar 2014 16:00 Uhr | Canada Pacific | 0:4 (0:2, 0:1, 0:1) Spielbericht | Vereinigte Staaten Luke Kirwan (13:27) Christian Fischer (13:20) Colin White (20:33) Luke Kirwan (51:34) | Centre 200, Sydney, Nova Scotia |

### Sieger – Vereinigte Staaten
| Sieger der World U-17 Hockey Challenge 2014 Vereinigte Staaten | Torhüter: Michael Lackey, Luke Opilka Verteidiger: Nicholas Boka, Christian Evers, Casey Fitzgerald, Noah Hanifin, Caleb Jones, Joseph Masonius, Charlie McAvoy, Zach Werenski Angreifer: Jeremy Bracco, Christian Fischer, Michael Floodstrand, Jordan Greenway, Luke Kirwan, Luke Kunin, Auston Matthews, Jack Roslovic, Brody Stevens, Matthew Tkachuk, Brendan Warren, Colin White, Dennis Yan |

## Beste Scorer
Abkürzungen: Sp = Spiele, T = Tore, V = Vorlagen, Pkt = Punkte, SM = Strafminuten; Fett: Bestwert
| Spieler          | Team               | Sp | T  | V | Pkt | SM |
| ---------------- | ------------------ | -- | -- | - | --- | -- |
| Colin White      | Vereinigte Staaten | 6  | 10 | 8 | 18  | 4  |
| Luke Kirwan      | Vereinigte Staaten | 6  | 7  | 6 | 13  | 8  |
| Artur Tjanulin   | Russland           | 6  | 7  | 5 | 12  | 10 |
| Dylan Strome     | Canada Ontario     | 5  | 6  | 5 | 11  | 0  |
| Jeremy Bracco    | Vereinigte Staaten | 6  | 3  | 8 | 11  | 4  |
| Dmitri Schukenow | Russland           | 6  | 3  | 7 | 10  | 4  |
| Nicolas Roy      | Canada Québec      | 6  | 2  | 7 | 9   | 4  |
| Mitchell Marner  | Canada Ontario     | 5  | 6  | 3 | 9   | 2  |
| Auston Matthews  | Vereinigte Staaten | 6  | 4  | 4 | 8   | 8  |
| Matteo Gennaro   | Canada Pacific     | 6  | 4  | 3 | 7   | 4  |

## Beste Torhüter
Die kombinierte Tabelle zeigt die jeweils drei besten Torhüter in den Kategorien Gegentorschnitt und Fangquote sowie die jeweils Führenden in den Kategorien Shutouts und Siege.
Abkürzungen: Sp = Spiele, Min = Eiszeit (in Minuten), S = Siege, N = Niederlagen, GT = Gegentore, SO = Shutouts, Sv% = gehaltene Schüsse (in %), GTS = Gegentorschnitt; Fett: Bestwert
Es werden nur Torhüter erfasst, die mindestens 60 Minuten absolviert haben. Sortiert nach bestem Gegentorschnitt.
| Spieler        | Team               | Sp | Min | S | N | GT | SO | Sv%  | GTS  |
| -------------- | ------------------ | -- | --- | - | - | -- | -- | ---- | ---- |
| Michael Lackey | Vereinigte Staaten | 4  | 240 | 4 | 0 | 3  | 1  | 95,8 | 0,75 |
| Aleš Stezka    | Tschechien         | 2  | 120 | 2 | 0 | 3  | 0  | 94,3 | 1,50 |
| Luke Opilka    | Vereinigte Staaten | 2  | 120 | 2 | 0 | 3  | 0  | 92,7 | 1,50 |
| Daniel Vladař  | Tschechien         | 3  | 177 | 1 | 2 | 7  | 0  | 93,7 | 2,37 |
| Zach Sawchenko | Canada Pacific     | 5  | 300 | 4 | 1 | 12 | 0  | 92,9 | 2,40 |

## Abschlussplatzierungen
| Pl. | Team               |
| --- | ------------------ |
| 1   | Vereinigte Staaten |
| 2   | Canada Pacific     |
| 3   | Russland           |
| 4   | Canada Québec      |
| 5   | Canada Ontario     |
| 6   | Schweden           |
| 7   | Tschechien         |
| 8   | Canada Atlantic    |
| 9   | Canada West        |
| 10  | Deutschland        |

## All-Star Team
| Tournament All-Star Team |                                                  |
| Angriff:                 | Ont. Dylan Strome – Artur Tjanulin – Colin White |
| Verteidigung:            | Noah Hanifin – Qué. Jérémy Roy                   |
| Tor:                     | Michael Lackey                                   |